# 唐中和
唐中和，辽朝官员，他的里贯家世不详。
唐中和曾经作为辽朝贺宋正旦使的副介，他自作借职，将俸禄钱分给弟弟超过四十年，在雄州见到《嘉祐杂志》的作者江休復，让江休復非常赞叹。